# Worowice (województwo świętokrzyskie)
Worowice – wieś w Polsce, położona w województwie świętokrzyskim, w powiecie ostrowieckim, w gminie Waśniów.

## Integralne części wsi
| SIMC    | Nazwa   | Rodzaj     |
| ------- | ------- | ---------- |
| 0276506 | Jopówek | część wsi  |
| 0276512 | Smyków  | przysiółek |

## Historia
Według dokumentu z 1328 własność biskupów lubuskich. W 1380 w dokumencie sądu opatowskiego pojawił się Dominicus hacres de Worowo – może jednak chodzić o Worów pod Grójcem. W XV wieku według Długosza wieś należała do biskupów lubuskich i miała 6 łanów kmiecych, z których jeden należał do kościoła św. Krzyża na Łysej Górze. Dziesięcinę o wartości 6 grzywien oddawano plebanowi w Mominie. Łanów sołtysich i folwarku w Worowicach nie było.
Według rejestru poborowego powiatu sandomierskiego z 1578 wieś należała do klasztoru świętokrzyskiego. Mikołaj Radziwiłł płacił tu od 9 osadników, 4½ łanów i jednego komornika.
W 1827 Worowice miały 9 domów i 75 mieszkańców. Według Słownika geograficznego Królestwa Polskiego w latach 80. XIX wieku było tu 6 domów, 99 mieszkańców i 284 mórg ziemi.
W latach 1975–1998 miejscowość należała administracyjnie do województwa kieleckiego.